# Personal Systems
1. перенаправление Персональный компьютер